# Alex Jones

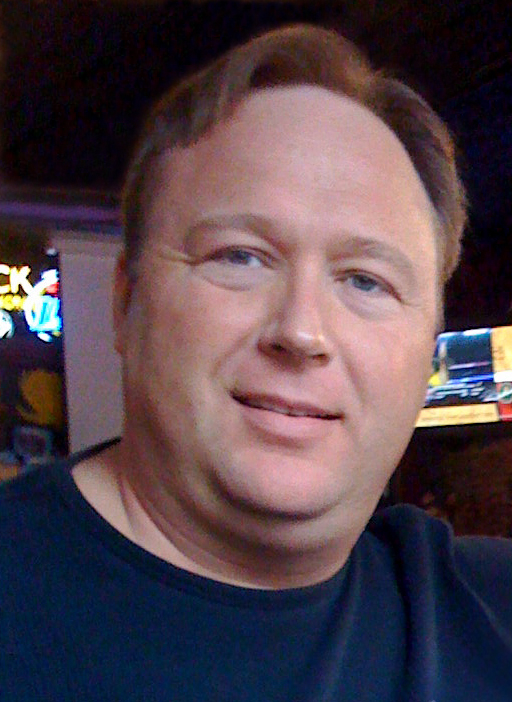
Alex Jones

Alexander Emerick "Alex" Jones (n. 11 februarie 1974, Dallas, Texas) este gazda unei emisiuni de radio, actor, regizor și teoretician al conspirației. Emisiunea lui radio se numește The Alex Jones Show și este difuzată în eter de Genesis Communication Network pe frecvențele 60 AM, FM și prin stațiile radio pe unde scurte din Statele Unite și pe Internet. Site-urile sale sunt Infowars.com și PrisonPlanet.com.
Principalele surse de știri se referă la el ca fiind de dreapta,  conservator, de extremă dreaptă  și un teoretician al conspirației.
Jones se vede pe sine ca un libertarian și respinge faptul că ar fi de dreapta. El s-a numit pe el însuși ca fiind un paleoconservator . Într-o biografie de promovare el este descris ca un constituționalist agresiv. Jones a insistat, de asemenea, că emisiunea de la radio este non-partizană.

## Filmografie
Jones a regizat și produs numeroase filme video în care prezintă teoriile sale despre Noua Ordine Mondială și temerile sale privind pierderea suveranității SUA și dispariția/limitarea drepturilor omului.

### Filme

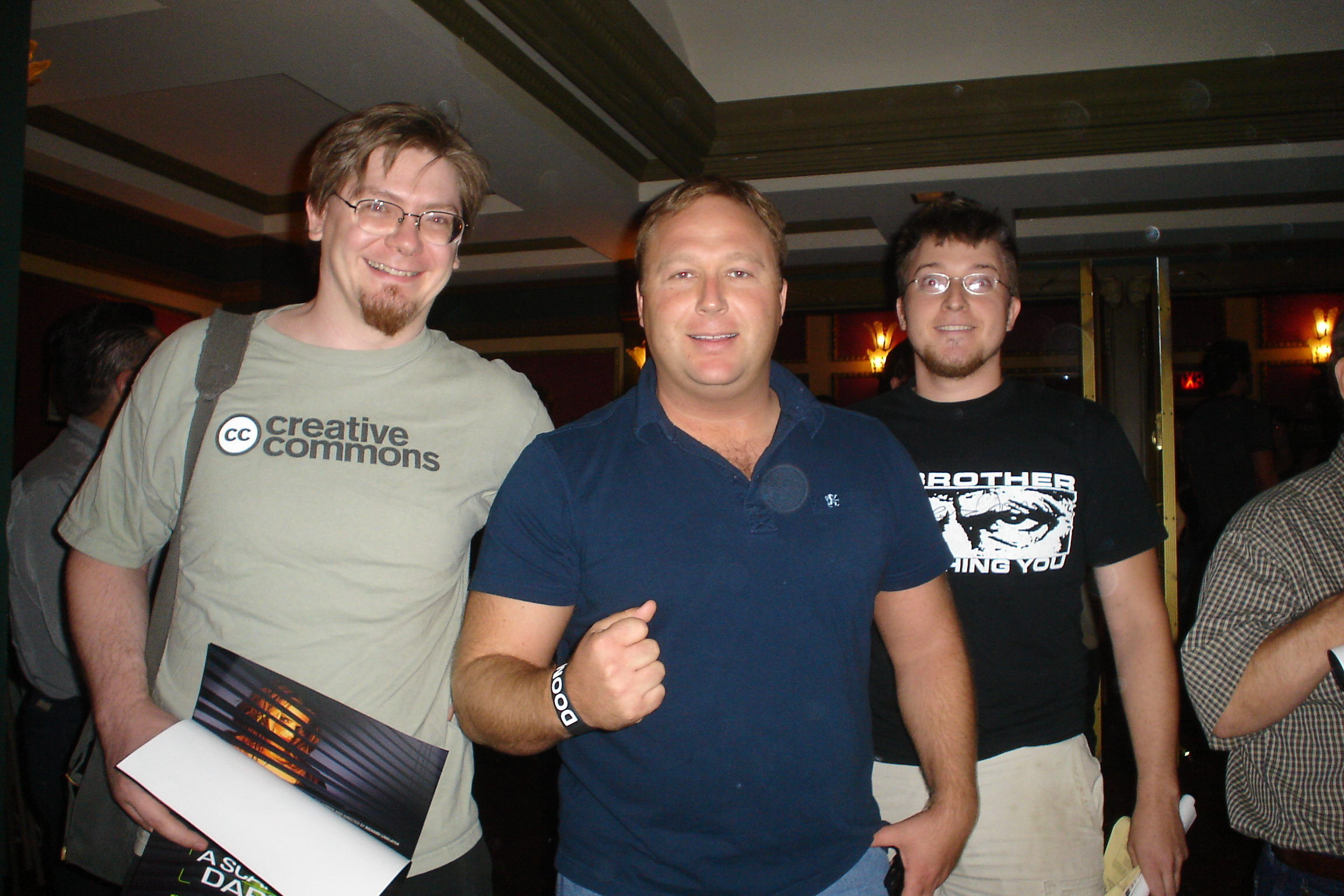
Alex Jones şi admiratorii săi la premiera filmului A Scanner Darkly

| An   | Film                                                                      | Note                  |
| ---- | ------------------------------------------------------------------------- | --------------------- |
| 1998 | America: Destroyed by Design                                              |                       |
| 1999 | Police State 2000                                                         |                       |
| 1999 | Are You Practicing Communism?                                             | Produs de Mike Hanson |
| 2000 | America Wake Up or Waco                                                   |                       |
| 2000 | The Best of Alex Jones                                                    |                       |
| 2000 | Dark Secrets Inside Bohemian Grove                                        |                       |
| 2000 | Police State II: The Takeover                                             |                       |
| 2001 | Comprehensive Annual Financial Reports: Exposed                           |                       |
| 2001 | 911 The Road to Tyranny: Special Emergency Release                        |                       |
| 2002 | 911 The Road to Tyranny                                                   |                       |
| 2002 | The Masters of Terror: Exposed                                            |                       |
| 2003 | Matrix of Evil                                                            |                       |
| 2003 | Police State 3: Total Enslavement                                         |                       |
| 2004 | American Dictators: Documenting the Staged Election of 2004               |                       |
| 2005 | Martial Law 9-11: Rise of the Police State                                |                       |
| 2005 | The Order of Death                                                        |                       |
| 2006 | TerrorStorm: A History of Government-Sponsored Terrorism                  |                       |
| 2007 | Endgame: Blueprint for Global Enslavement                                 |                       |
| 2007 | Endgame 1.5                                                               |                       |
| 2007 | TerrorStorm: A History of Government-Sponsored Terrorism - Second Edition |                       |
| 2007 | Loose Change: Final Cut by Dylan Avery                                    | Executive producer    |
| 2008 | The 9/11 Chronicles: Part 1, Truth Rising                                 |                       |
| 2008 | Fabled Enemies by Jason Bermas                                            | Producător            |
| 2009 | DVD Arsenal: The Alex Jones Show Vols. 1—3                                |                       |
| 2009 | The Obama Deception: The Mask Comes Off                                   |                       |
| 2009 | Fall of the Republic: Vol. 1, The Presidency of Barack H. Obama           |                       |
| 2009 | Reflections and Warnings: An Interview with Aaron Russo                   |                       |
| 2010 | Police State IV: The Rise Of FEMA                                         |                       |
| 2010 | Invisible Empire: A New World Order Defined by Jason Bermas               | Producător            |
| 2010 | The Fall of America and the Western World by Brian Kraft                  |                       |

### Autor
| An   | Carte                      | Editură           |
| ---- | -------------------------- | ----------------- |
| 2002 | 9-11: Descent Into Tyranny | Progressive Press |

### Subiecte de Film
| An   | Film                                      | Note                         |
| ---- | ----------------------------------------- | ---------------------------- |
| 2003 | Aftermath: Unanswered Questions from 9/11 | de Stephen Marshall          |
| 2009 | New World Order                           | de Luke Meyer și Andrew Neel |

### Actor
A apărut în două filme Richard Linklater ca actor.
| An   | Film             | Rol                   |
| ---- | ---------------- | --------------------- |
| 2001 | Waking Life      | Omul din mașină P.A.  |
| 2006 | A Scanner Darkly | Profetul de pe stradă |

## A se vedea și
- Teorii conspirative despre 9/11